# Wasserkraftwerk Manic-5
Das Wasserkraftwerk Manic-5 (französisch Centrale Manic-5) ist ein Speicherkraftwerk in der kanadischen Provinz Québec. Es befindet sich in der Region Côte-Nord am Rivière Manicouagan, rund 220 Kilometer nördlich der Stadt Baie-Comeau. Die zugehörige Daniel-Johnson-Talsperre (Barrage Daniel-Johnson), erbaut zwischen 1959 und 1968, ist mit einer Höhe von 214 Metern und einer Kronenlänge von 1314 Metern die höchste Pfeilerstaumauer der Welt. Das 1970 in Betrieb genommene Kraftwerk Manic-5 erbringt eine Leistung von 1596 MW, das benachbarte Wasserkraftwerk Manic-5-PA mit einer Leistung von 1064 MW wurde 1989 in Betrieb genommen. Der Betreiber beider Kraftwerke ist das staatliche Energieversorgungsunternehmen Hydro-Québec.

## Geschichte

### Voruntersuchungen und Planungen

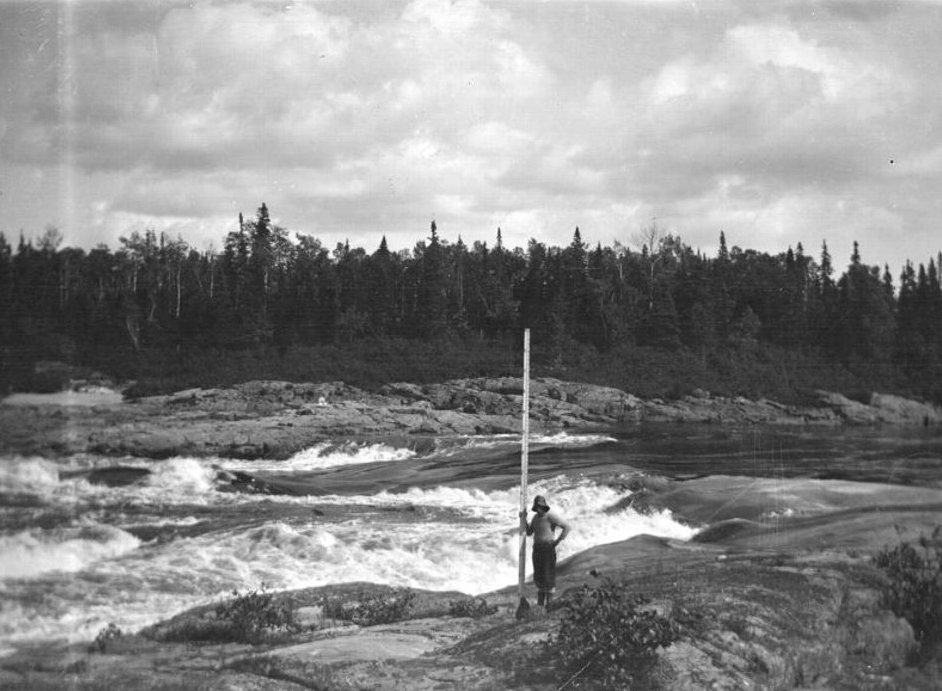
Hydrologische Untersuchungen am Rivière Manicouagan im Jahr 1919

Während der Sommermonate der Jahre 1919 und 1920 fanden an den Flüssen Manicouagan und Outardes, die in der Umgebung von Baie-Comeau in den Mündungstrichter des Sankt-Lorenz-Stroms fließen, hydrologische Untersuchungen statt. Die Abflussmenge schätzte man auf 40 Millionen km², gleichbedeutend mit einem der wasserreichsten Flusssysteme Kanadas. Obwohl die Nutzung dieses Wasserkraftpotenzials interessant erschien, betrachtete man die große Entfernung zu wichtigen Absatzmärkten und das Fehlen von Straßen als bedeutende Hindernisse. Darüber hinaus galt der Bau von Dämmen in unberührtem Gebiet als zu teuer.
Nach dem Zweiten Weltkrieg führten die Entdeckung großer Eisenerzvorkommen an der Côte-Nord und die wachsende forstwirtschaftliche Nutzung der Wälder zu einer rasanten Entwicklung der Region. Die größten Orte der Region, Sept-Îles und Baie-Comeau wurden über eine Straße mit dem Rest der Provinz verbunden. Zur selben Zeit hatte die industrielle Entwicklung im Süden Québecs eine größere Stromnachfrage zur Folge. Fortschritte in der Elektrotechnik wie der Bau zweier 315-kV-Freileitungen zwischen den Kraftwerken am Rivière Betsiamites und Montreal machten den Bau großer Wasserkraftwerke wirtschaftlicher.
1955 begann Hydro-Québec mit einer fünf Jahre dauernden Evaluation der Eignung des Rivière Manicouagan. Diese Untersuchungen bestätigten das außergewöhnliche Wasserkraftpotenzial des Flusses und kamen zum Schluss, dass ein System aus mehreren Staudämmen die Vorteile des Terrains und des Wasserflusses am besten ausnützen könne. Die damals gesammelten Daten waren so positiv, dass Hydro-Québec nicht einmal den Schlussbericht der Arbeitsgruppe abwartete. 1959 fiel der Beschluss zum Bau einer Talsperre und einer 210 Kilometer langen Zufahrtsstraße von Baie-Comeau her. Das ursprüngliche „Manic-Outardes-Projekt“ sah den Bau von fünf Dämmen am Manicouagan (Manic-1, Manic-2, Manic-3, Manic-4 und Manic-5) und von drei Dämmen am Rivière aux Outardes (Outardes-2, Outardes-3 und Outardes-4) vor. Eine Fehlkalkulation verhinderte jedoch den Bau von Manic-4; die Ingenieure erkannten frühzeitig, dass dieses Teilprojekt negative Auswirkungen auf Manic-3 haben würde.
1959 wollte Maurice Duplessis, der damalige Premierminister Québecs, den Bauauftrag an ein US-amerikanisches Unternehmen vergeben. Doch Daniel Johnson, der damalige Minister für Wasserressourcen, lehnte diesen Vorschlag ab. Johnson war überzeugt davon, dass kanadische Unternehmen und Arbeiter durchaus in der Lage seien, ein komplexes Projekt dieser Größenordnung umzusetzen. Duplessis’ Nachfolger Paul Sauvé stimmte mit Johnson überein und leitete die entsprechenden Maßnahmen in die Wege. Schließlich einigten sich die Ingenieure auf darauf, dass der Entwurf einer Mehrfach-Bogenstaumauer von André Coyne am geeignetsten und wirtschaftlichsten sei.

### Bauarbeiten
Im August 1959 begann man mit der Einrichtung des Bauplatzes, im darauf folgenden Jahr mit dem Bau der Umleitungstunnel und der Vorbereitung der Fundamente. Um den Rivière Manicouagan umzuleiten, sprengten und gruben die Arbeiter durch die Westwand der Schlucht zwei Tunnel mit einer Länge von 610 Metern und einem Durchmesser von 14 Metern. Es kamen Bohrplattformen zum Einsatz, der Vortrieb betrug 4,3 Meter je Arbeitsschicht. Um die Umleitung des Flusses zu erleichtern, entstanden zwei Kofferdämme. Der erste blockierte den Fluss und zwang ihn in die Tunnel, der zweite stand flussabwärts und verhinderte den Rückfluss des Wassers auf die Baustelle. Beide Kofferdämme standen auf losem Alluvialboden, so dass sie mit Dichtungsschleiern und Pfahlgründungen wasserdicht gemacht werden mussten. Sobald das Wasser auf der Baustelle abgepumpt war, grub man zwischen den Kofferdämmen einen langen Graben, der in der Mitte 46 Meter tief war. Diesen Graben füllte man im Sommer 1962 mit Beton auf. Damit kein Wasser in das Fundament des Dammes einsickerte, injizierte man einen Dichtungsschleier in den felsigen Untergrund und errichtete ein Drainagesystem mit Tunnel von 730 Metern Länge.
Nach Beendigung der umfangreichen Vorbereitungsarbeiten wurde am 3. Oktober 1962 erstmals Beton für den eigentlichen Damm gemischt. Das Mischen erfolgte Tag und Nacht, musste aber im Winter wegen der kalten Temperaturen unterbrochen werden. Zur besseren Organisation des Betonmischens teilte man den Damm in 14 Meter breite Abschnitte auf und jeder Abschnitt wurde jeweils um 1,5 bis 2 Meter erhöht. Den Arbeitern blieben 150 Tage, um den Damm vor der Schneeschmelze mindestens 76 Meter hoch zu bauen. Drei Seilbahnen beförderten den frischen Beton zu den Arbeitsstellen. Der Damm konnte schließlich im Jahr 1968 fertiggestellt werden.

### Einweihung und Benennung

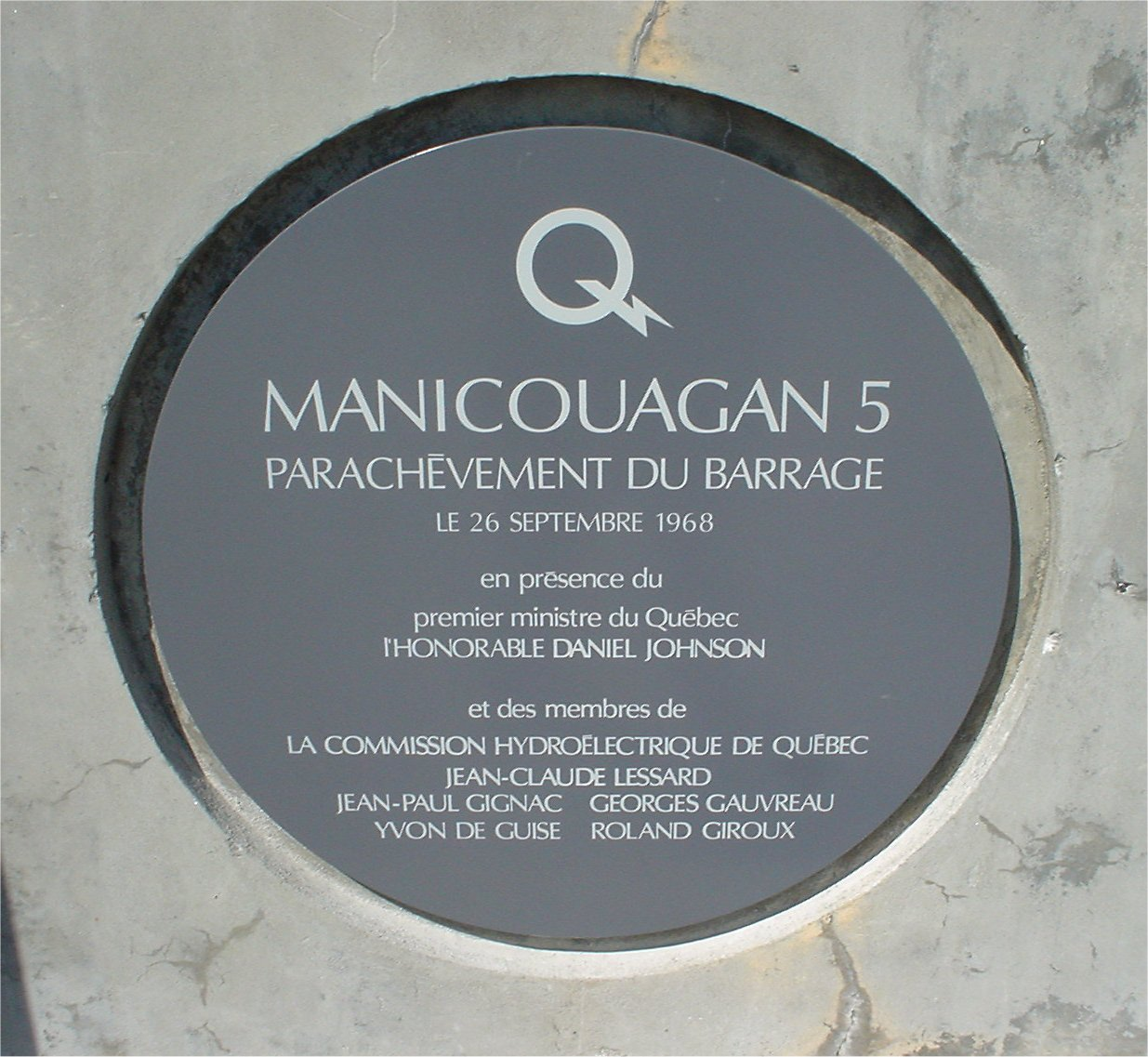
Erste Gedenktafel: Manicouagan 5, 1968

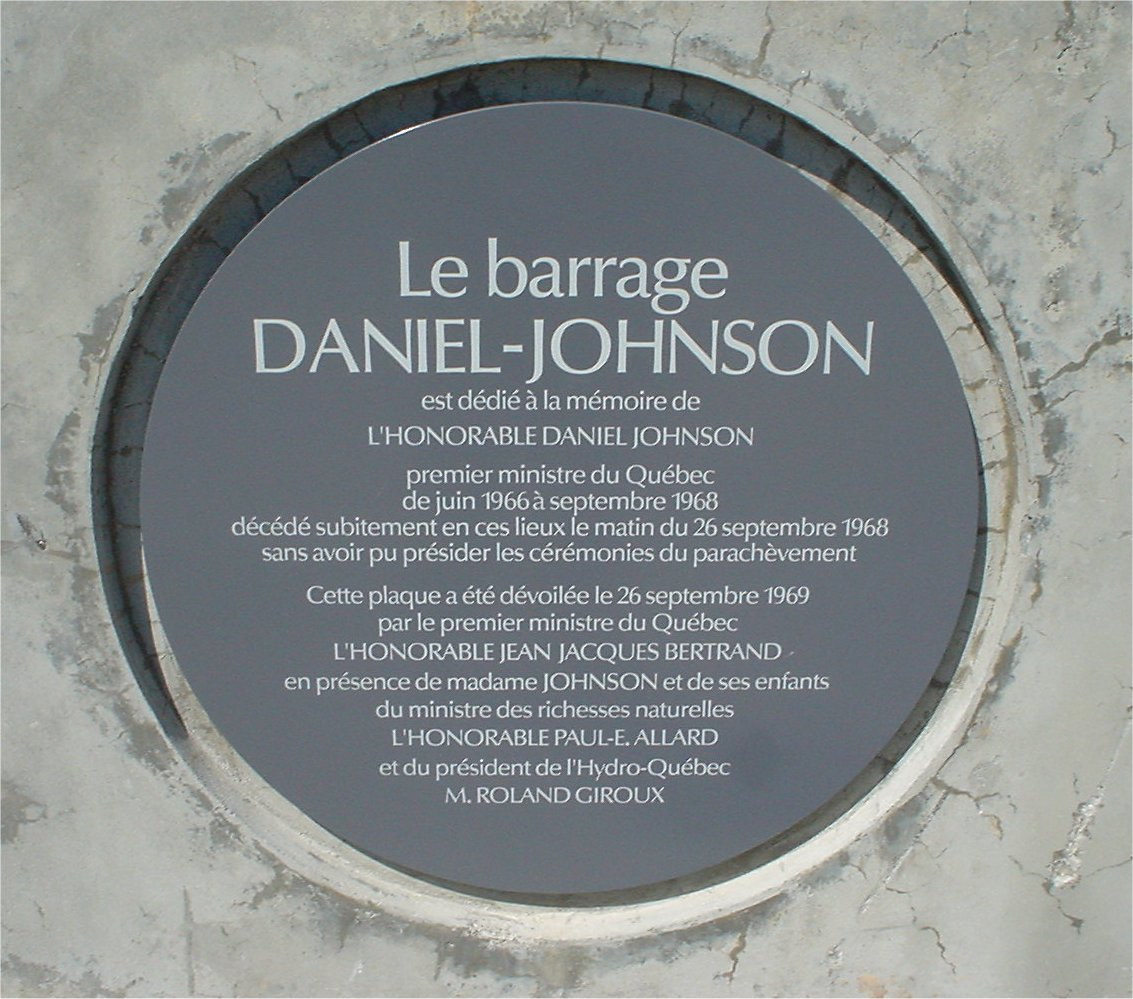
Zweite Gedenktafel: Barrage Daniel-Johnson, 1969

Am 26. September 1968 organisierte Hydro-Québec eine Zeremonie, um die Fertigstellung der Talsperre zu feiern. Hunderte von geladenen Gästen wurden von Montreal, Québec und New York hierher geflogen, um an einem Bankett teilzunehmen. Zu den Gästen gehörten Premierminister Daniel Johnson, sein Vorgänger Jean Lesage und René Lévesque, der als Minister für Ressourcen für die Verstaatlichung der Quebecer Elektrizitätswirtschaft verantwortlich gewesen war. Johnson fühlte sich schwach, legte sich schlafen und verstarb im Schlaf an einem Herzinfarkt, als Folge davon wurde die geplante Zeremonie umgehend abgesagt. Exakt ein Jahr nach Johnsons Tod, am 26. September 1969, enthüllte der neue Premierminister Jean-Jacques Bertrand im Beisein von Johnsons Witwe und Kindern zwei Gedenktafeln. Er benannte den Damm zu Ehren seines Vorgängers um.

## Anlagen

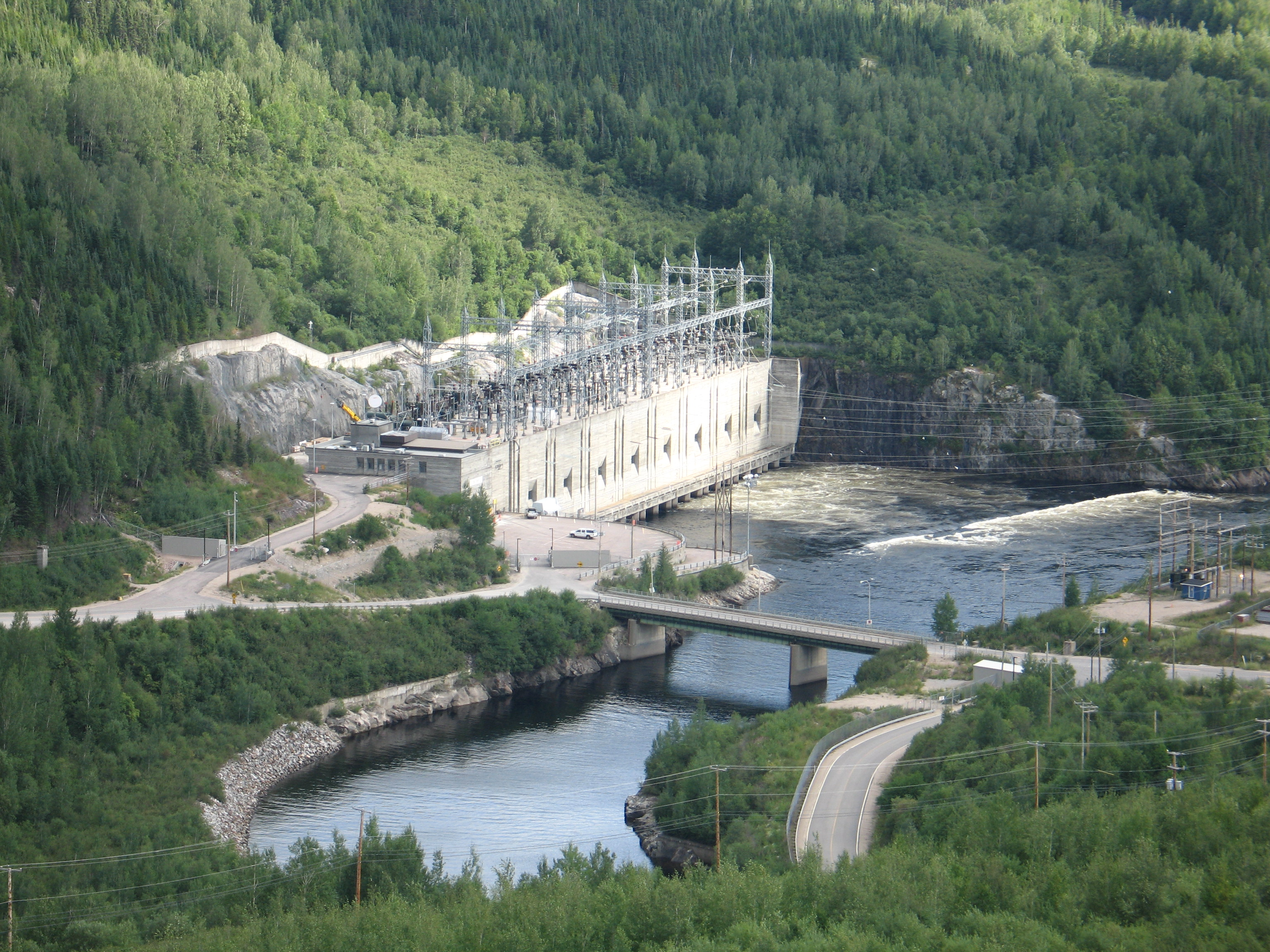
Das Kraftwerk Manic-5, von der Daniel-Johnson-Talsperre aus gesehen

Die Daniel-Johnson-Talsperre (Barrage Daniel-Johnson) ist 1314 Meter lang und mit einer Höhe von 214 Metern die weltweit höchste Pfeilerstaumauer. Ihre genaue Bauart ist die einer Mehrfach-Bogenstaumauer. Von den 14 Strebewerken, sind die zwei, die den mittleren Bogen bilden, an ihrer Basis 160 Meter voneinander entfernt, die übrigen 76 Meter. An ihrer dicksten Stelle ist die Talsperre 21,5 Meter breit, während die Mauerkrone eine Breite von drei Metern erreicht. Der Wasserdruck hinter dem Damm wird von den Bögen auf die Strebewerke und letztlich in den Boden oder das Fundament übertragen. Die Talsperre entstand aus einem hochwertigen Beton, der dem andauernden Auftauen und Zufrieren, der für diese Gegend typisch ist, widerstehen kann. Zur weiteren Stabilisierung wurden zusätzlich Armierungseisen eingearbeitet und die flussaufwärts gerichtete Dammseite mit Asphalt beschichtet.
Die durch die Talsperre erzeugte Energie treibt zwei Wasserkraftwerke an, die sich hinter dem Damm beidseits des Rivière Manicouagan befinden. Das Kraftwerk Manic-5 am rechten Ufer wurde 1970/71 in Betrieb genommen und besitzt acht Francis-Turbinen. Bei einer Fallhöhe von 141,8 Metern erbringen die Generatoren eine Leistung von 1596 MW. Seit 1989/90 ist am gegenüberliegenden Flussufer das Kraftwerk Manic-5-PA mit vier zusätzlichen Francis-Turbinen in Betrieb. Die Generatoren liefern eine Leistung von 1064 MW bei einer Fallhöhe von 144,8 Metern.